# Brudstykker
Brudstykker er en dansk dokumentarfilm fra 1990, der er instrueret af Stine Korst efter eget manuskript.

## Handling
Filmen handler om forskellige oplevelser og følelser omkring samliv, skilsmisser, hverdagen bagefter og nye familiekonstellationer